# جامعة مونبلييه
جامعة مونبلييه (بالفرنسية: Université de Montpellier)‏ هي جامعة فرنسية عريقة مقرها مدينة مونبلييه في منطقة لنغدوك-روسيون بالجنوب الفرنسي. اتحدت سنة 2015 ثلاث جامعات هي جامعة مونبلييه 1 وجامعة مونبلييه 2 لتشكل جامعة مونبلييه اما جامعة بول فاليري مونبلييه فبقيت منفصلة.

## التاريخ
يرجع تاريخ جامعة مونبلييه إلى ما هو أقدم من تاريخ إنشائها الرسمي (الذي كان بموجب مرسوم بابوي صدر عن البابا نيكولا الرابع سنة 1289)؛ إذ نشأت الجامعة عن اندماج عدد من المدارس التي كانت قائمة بالفعل منذ زمن طويل.